# Brugmansia insignis
Brugmansia insignis là loài thực vật có hoa trong họ Cà. Loài này được (Barb.Rodr.) Lockwood ex R.E.Schult. mô tả khoa học đầu tiên năm 1977.